# قره‌سقال پایین
قره‌سقال پایین (ترکی آذربایجانی: Aşağı Qarasaqqal) یک منطقهٔ مسکونی در جمهوری آرتساخ است که در استان کاشاتاق واقع شده‌است.